# Herpetologie

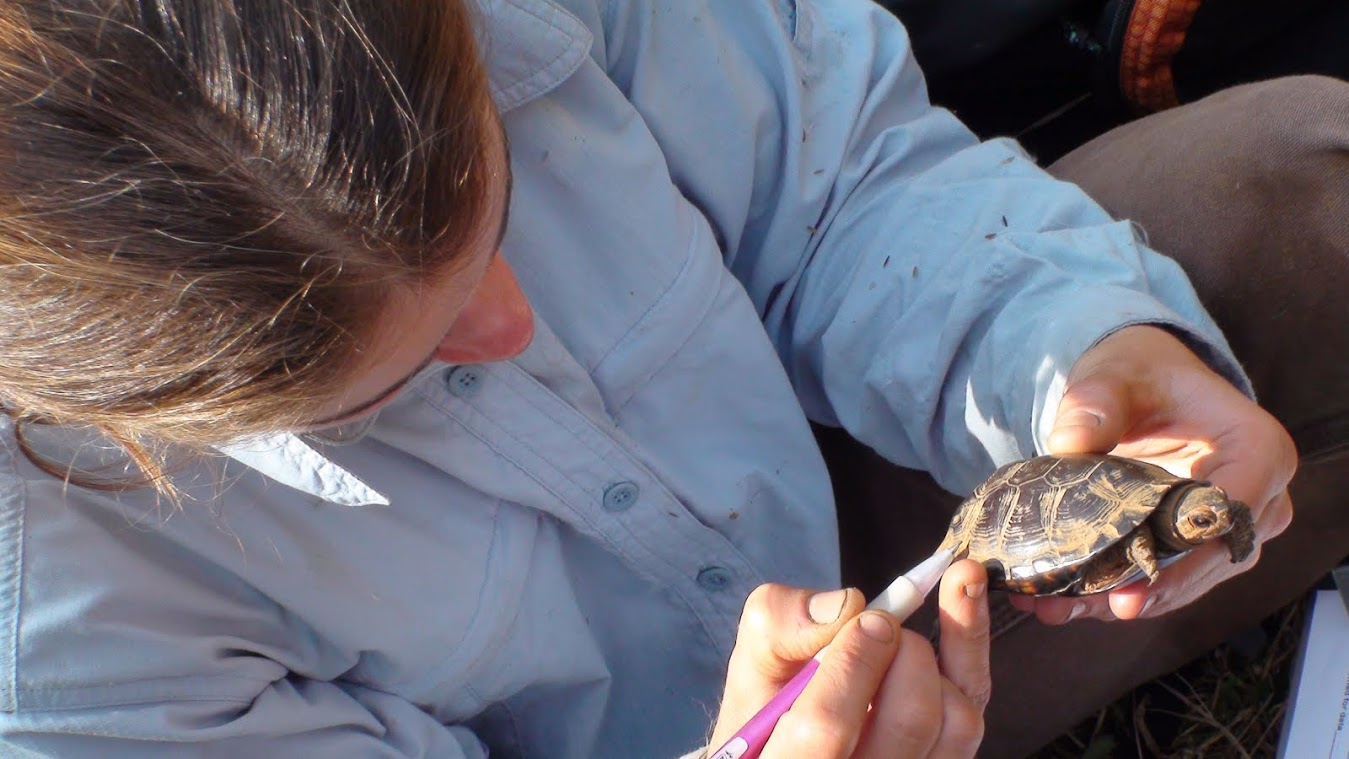
Vermessung einer Sumpfschildkröte (Glyptemys muhlenbergii)

Die Herpetologie (von altgriechisch ἑρπετόν herpeton „kriechendes Tier“) ist die Lehre und Kunde von den Tierklassen der Amphibien (Lurche) und Reptilien (Kriechtiere). Sie ist ein Teilgebiet der Zoologie.

## Teilgebiete
Die Herpetologie befasst sich mit Amphibien (einschließlich Fröschen, Kröten, Schwanzlurchen, Molchen und Schleichenlurchen) und Reptilien (einschließlich Schlangen, Echsen, Doppelschleichen, Schildkröten, Wasserschildkröten, Krokodilen und Brückenechsen).

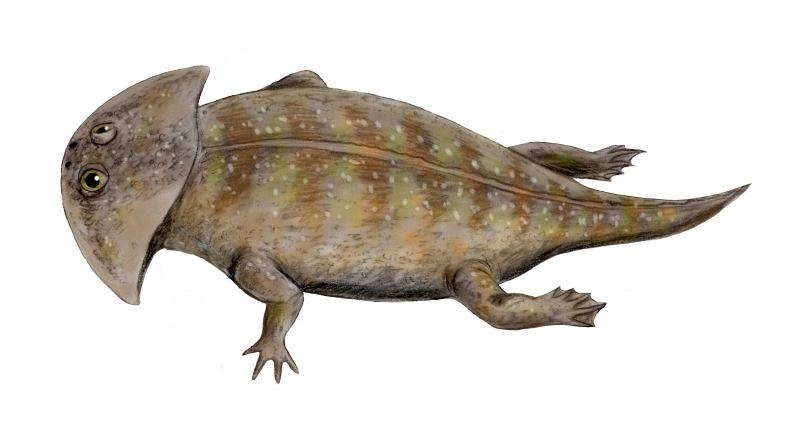
Gerrothorax pulcherrimus, fossile Amphibie aus dem Erdzeitalter der Trias

Die Herpetologie umfasst die Erforschung
- des Körperbaues (Morphologie[1] und Anatomie[2])
- der Lebensvorgänge und Verhaltensweisen (Physiologie[3] und Ethologie)
- des Entwicklungs- und Vererbungsmodus (Embryologie[4] und Genetik[5][6])
- der Stammesgeschichte, Verwandtschaftsbeziehungen und Klassifizierung (Paläontologie[7], Phylogenese[8] und Taxonomie[9][10][11])
- der Verbreitung, Ausbreitungsgeschichte und Umweltbeziehungen (Faunistik[12][13], Zoogeographie[14][15] und Ökologie[16])

Als Herpetologen hervorzuheben sind u. a. George Albert Boulenger, Josephus Nicolaus Laurenti, Oskar Böttger, Robert Mertens, Josef Johann Schmidtler und Ernst Ahl.
Herpetologisch interessierte Studenten wählen je nach Neigung ein entsprechendes Hauptfach im Bereich der o. g. Biowissenschaften, wenn ihre Hochschule kein Hauptfach Herpetologie anbietet.

## Herpetologische Gesellschaften
Zahlreiche internationale, nationale oder auch regionale Gesellschaften widmen sich der Herpetologie und ihren Teilgebieten, z. B.:
- Deutsche Gesellschaft für Herpetologie und Terrarienkunde
- Österreichische Gesellschaft für Herpetologie (ÖGH)
- Societas Europaea Herpetologica (SEH)
- Society for the Study of Amphibians and Reptiles (SSAR)
- Herpetological Society of Japan (HSJ)